# The Rugby Championship
Il Rugby Championship (in inglese The Rugby Championship) è un torneo internazionale di rugby a 15 che si disputa su base annuale nell'Emisfero Sud tra le nazionali di Argentina, Australia, Nuova Zelanda e Sudafrica.
Nato come Tri Nations e noto con tale denominazione fino al 2011 quando si teneva tra le citate squadre meno l'Argentina, è l'omologo del più anziano Sei Nazioni che si tiene nell'Emisfero Nord.
Si disputa con la formula a girone unico d'andata e ritorno, per un totale di 12 incontri totali (6 per squadra); in casi eccezionali, come per esempio l'anno di disputa della Coppa del Mondo, il torneo può tenersi dimezzato con gare di sola andata.

## Formula
Negli anni dispari, il torneo inizia in Sudafrica, con la formazione di casa che ospita l'Australia. La settimana successiva, il Sud Africa ospita la Nuova Zelanda. Il Tri Nations si sposta poi in Australia per due settimane. Il primo match è anche quello d'apertura della Bledisloe Cup, tra Australia e Nuova Zelanda, con la gara tra Australia e Sud Africa la settimana seguente. Alla fine, il Tri Nations attraversa il mare della Tasmania per approdare in Nuova Zelanda, che affronta il Sud Africa come prima rivale. La serie si conclude con lo scontro tra Nuova Zelanda ed Australia, che si giocano anche la Bledisloe Cup.
Negli anni pari, l'ordine tenuto è l'inverso; questo significa che il primo match del Tri Nations coincide con quello della Bledisloe Cup.
I match si tengono generalmente in luglio ed agosto, dopo il termine del torneo Super 15, che comprende formazioni di club dalle stesse nazioni del Tri Nations.
Nel 2006 si è introdotta una formula che prevede nove incontri invece di sei (ogni squadra incontra le altre tre volte anziché due). Tale formula, che pure non ha riscosso il gradimento sperato, poiché a metà torneo era ormai scontato il successo della Nuova Zelanda, è stata mantenuta per gli anni successivi a eccezione del 2007 (torneo di sei partite, anticipato a giugno-luglio per gli impegni di preparazione alla Coppa del Mondo) e del 2011, questa volta disputato tra luglio-agosto, tornando così ad un calendario più simile a quello delle prime edizioni.
Dal 2012, con l'ingresso della nazionale argentina, è previsto il ritorno ad un torneo di sei week-end, con due match per turno.

## Espansione
Sia l'Argentina che l'IRB hanno più volte richiesto l'espansione del torneo con l'ammissione della squadra sudamericana. Tale ammissione ha avuto effetto dal 2012. Per prepararsi all'esordio e per far crescere il livello tecnico dei giocatori argentini, anche di quelli non impegnati con i club europei, nel 2010 e nel 2011 una selezione di giocatori argentini denominata "Pampas XV" e formata da giocatori senza esperienze di club all'estero, ha partecipato alla Vodacom Cup, torneo di inizio stagione per le provincie sudafricane, cogliendo un imprevisto successo nella seconda partecipazione.

## Assegnazione dei punti
Il vincitore viene determinato da un punteggio assegnato nei vari incontri:
- 4 punti per la vittoria
- 2 punti per il pareggio
- 0 punti per la sconfitta

Dei "punti bonus" possono essere guadagnati in ogni partita, e spesso risultano determinanti per la vittoria finale di un team. Possono essere guadagnati in diversi modi:
- Segnando almeno tre mete in più dell'avversario.
- Perdendo di sette punti o meno.

Il team vincente può guadagnare 4 o 5 punti, se ha segnato o meno 4 mete, il team perdente tra 0 e 2. In caso di pareggio è possibile che un team guadagni un punto extra con le mete.
Alla fine del torneo la nazionale con il maggior numero di punti risulta vincitrice.

## Albo d'oro
| Edizione | Edizione | Vincitore     |
| -------- | -------- | ------------- |
| 1        | 1996     | Nuova Zelanda |
| 2        | 1997     | Nuova Zelanda |
| 3        | 1998     | Sudafrica     |
| 4        | 1999     | Nuova Zelanda |
| 5        | 2000     | Australia     |
| 6        | 2001     | Australia     |
| 7        | 2002     | Nuova Zelanda |
| 8        | 2003     | Nuova Zelanda |
| 9        | 2004     | Sudafrica     |
| 10       | 2005     | Nuova Zelanda |

| Edizione | Edizione | Vincitore     |
| -------- | -------- | ------------- |
| 11       | 2006     | Nuova Zelanda |
| 12       | 2007     | Nuova Zelanda |
| 13       | 2008     | Nuova Zelanda |
| 14       | 2009     | Sudafrica     |
| 15       | 2010     | Nuova Zelanda |
| 16       | 2011     | Australia     |
| 17       | 2012     | Nuova Zelanda |
| 18       | 2013     | Nuova Zelanda |
| 19       | 2014     | Nuova Zelanda |
| 20       | 2015     | Australia     |

| Edizione | Edizione | Vincitore     |
| -------- | -------- | ------------- |
| 21       | 2016     | Nuova Zelanda |
| 22       | 2017     | Nuova Zelanda |
| 23       | 2018     | Nuova Zelanda |
| 24       | 2019     | Sudafrica     |
| 25       | 2020     | Nuova Zelanda |
| 26       | 2021     | Nuova Zelanda |
| 27       | 2022     | Nuova Zelanda |
| 28       | 2023     | Nuova Zelanda |
| 29       | 2024     | Sudafrica     |
| 30       | 2025     |               |

### Medagliere
| Squadra       | Campione | 2º posto | 3º posto | 4º posto |
| ------------- | -------- | -------- | -------- | -------- |
| Nuova Zelanda | 20       | 6        | 3        | 0        |
| Sudafrica     | 5        | 8        | 14       | 1        |
| Australia     | 4        | 14       | 9        | 2        |
| Argentina     | 0        | 0        | 3        | 9        |